# Canadair CL-215
Canadair CL-215 je kanadski amfibijski zrakoplov namijenjen za gašenje požara. 
Vodu u svoje rezervoare puni slijetanjem na vodenu površinu gdje se ne zaustavlja, nego nakon punjenja odmah uzlijeće. Teret ispušta iznad područja zahvaćenog vatrom.
U Hrvatskoj se u zadnjih dvadeset godina korištenja ovog zrakoplova u kolokvijalnom govoru, ali i u medijima uvriježio naziv "Kanader" (kako se izgovara "Canadair"), tako da je riječ Kanader u govoru postala ujedno i sinonim za protupožarni zrakoplov.

### Canadair CL-215
CL-215 je protupožarni amfibijski zrakoplov s dva Pratt & Whitney R-2800 motora. Sposoban je s vodene površine preuzeti 5.455 litara vode u 12 sekundi. Prvi let imao je u 23. listopada 1967. a prva isporuka za Francusku Civilnu zaštitu (Sécurité Civile) bila je u lipnju 1969. godine. Tijekom 1989. kompanija je isporučila dva zrakoplova oznake CL-215T i počela daljnja rad na modifikaciji s oznakom CL-215Ts. Rezultat je nova inačica CL-415.

### Canadair CL-415
CL-415 je modernizirana inačica CL-215T. Pilotska kabina opremljena je EFIS sustavom, zaobljenim završecima vrhova krila (eng. winglet), amfibija je teža i može ponijeti veći teret. Zrakoplov je prvenstveno namijenjen za ispuštanje „vodenih bombi“ a može se preurediti i za potrebe patroliranja na moru i za prijevoz tereta. Prvi let CL-415 imao je u prosincu 1993. a isporučuje se od travnja 1994. godine.

## Tehničke karakteristike (CL-215)
Osnovne karakteristike
- posada: 2
- kapacitet: 5.454 l vode
- dužina: 19,82 m
- raspon krila: 28,60 m
- površina krila: 100,3 m2
- visina: 8,98 m

Letne karakteristike
- najveća brzina: 290 km/h
- dolet: 2.430 km
- brzina penjanja: 5 m/s
- motor: 2× Pratt & Whitney R-2800-83AM radialna motora s 18 cilindara